# Paul Marie Yembit
Paul Marie Yembit (1917 - 1978), fut le premier vice-président du Gabon de 1961 jusqu'à 1966 juste avant la mort du président Léon Mba. Il fut remplacé par Albert Bernard Bongo (1935-2009), dans un climat d'inconstitutionalité totale au moment où le président Mba était déjà dans l'incapacité de gouverner.
Il est aujourd'hui une figure historique gabonaise importante.